# NBA All-Rookie Team 2020-2030
Cestisti inseriti nell'NBA All-Rookie Team per il periodo 2020-2030

## Elenco
| Grassetto | Rookie of the Year         |
| Corsivo   | Prima scelta nel Draft NBA |

| Stagione  |                    |                        |                   |                       |
| Stagione  | 1º quintetto       | 1º quintetto           | 2º quintetto      | 2º quintetto          |
| Stagione  | Giocatore          | Squadra                | Giocatore         | Squadra               |
| --------- | ------------------ | ---------------------- | ----------------- | --------------------- |
| 2020-2021 | LaMelo Ball        | Charlotte Hornets      | Immanuel Quickley | New York Knicks       |
| 2020-2021 | Anthony Edwards    | Minnesota Timberwolves | Desmond Bane      | Memphis Grizzlies     |
| 2020-2021 | Tyrese Haliburton  | Sacramento Kings       | Isaiah Stewart    | Detroit Pistons       |
| 2020-2021 | Saddiq Bey         | Detroit Pistons        | Isaac Okoro       | Cleveland Cavaliers   |
| 2020-2021 | Jae'Sean Tate      | Houston Rockets        | Patrick Williams  | Chicago Bulls         |
| 2021-2022 | Scottie Barnes     | Toronto Raptors        | Ayo Dosunmu       | Chicago Bulls         |
| 2021-2022 | Cade Cunningham    | Detroit Pistons        | Chris Duarte      | Indiana Pacers        |
| 2021-2022 | Jalen Green        | Houston Rockets        | Josh Giddey       | Oklahoma City Thunder |
| 2021-2022 | Evan Mobley        | Cleveland Cavaliers    | Bones Hyland      | Denver Nuggets        |
| 2021-2022 | Franz Wagner       | Orlando Magic          | Herbert Jones     | New Orleans Pelicans  |
| 2022-2023 | Paolo Banchero     | Orlando Magic          | Jalen Duren       | Detroit Pistons       |
| 2022-2023 | Walker Kessler     | Utah Jazz              | Tari Eason        | Houston Rockets       |
| 2022-2023 | Bennedict Mathurin | Indiana Pacers         | Jaden Ivey        | Detroit Pistons       |
| 2022-2023 | Keegan Murray      | Sacramento Kings       | Jabari Smith Jr.  | Houston Rockets       |
| 2022-2023 | Jalen Williams     | Oklahoma City Thunder  | Jeremy Sochan     | San Antonio Spurs     |
| 2023-2024 | Victor Wembanyama  | San Antonio Spurs      | Dereck Lively     | Dallas Mavericks      |
| 2023-2024 | Chet Holmgren      | Oklahoma City Thunder  | G.G. Jackson      | Memphis Grizzlies     |
| 2023-2024 | Brandin Podziemski | Golden State Warriors  | Keyonte George    | Utah Jazz             |
| 2023-2024 | Jaime Jáquez       | Miami Heat             | Amen Thompson     | Houston Rockets       |
| 2023-2024 | Brandon Miller     | Charlotte Hornets      | Cason Wallace     | Oklahoma City Thunder |